# Ștefan cel Mare (gmina w okręgu Călărași)
Ștefan cel Mare – gmina w Rumunii, w okręgu Călărași. Obejmuje tylko jedną miejscowość Ștefan cel Mare. W 2011 roku liczyła 3236 mieszkańców. 